# Fontaine-en-Dormois
Pour les articles homonymes, voir Fontaine.
Fontaine-en-Dormois est une commune française, située dans le département de la Marne en région Grand Est.
Ses habitants sont appelés les Fontainois.

## Géographie
|           | Séchault Ardennes   | Bouconville Ardennes |
| Gratreuil | Fontaine-en-Dormois | Cernay-en-Dormois    |
|           | Rouvroy-Ripont      |                      |

- Ruisseau de l'Aiguillette (la carte de Cassini indique : fontaine de la Guillette).
- Une partie du territoire de la commune est située sur le camp militaire de Suippes.
- La hêtraie du bois de la Garenne est classé en Zone Natura 2000 ainsi que la pelouse du savart du camp militaire de Suippes.

| Village           | Distance | Département   |
| ----------------- | -------- | ------------- |
| Rouvroy-Ripont    | 1,9 km   | 51 (Marne)    |
| Gratreuil         | 2 km     | 51            |
| Bouconville       | 4 km     | 08 (Ardennes) |
| Cernay-en-Dormois | 4,5 km   | 51            |
| Séchault          | 4,5 km   | 08            |
| Manre             | 5,5 km   | 08            |

Ripont est un village qui fut détruit pendant la Première Guerre mondiale qui se situe sur le camp militaire de Suippes.
| Village          | Distance | Département |
| ---------------- | -------- | ----------- |
| Sainte-Menehould | 24 km    | 51          |
| Vouziers         | 20 km    | 08          |

| Village              | Distance | Département |
| -------------------- | -------- | ----------- |
| Châlons-en-Champagne | 52 km    | 51          |
| Verdun               | 63 km    | 55 (Meuse)  |
| Reims                | 63 km    | 51          |
| Charleville-Mézières | 73 km    | 08          |
| Vitry-le-François    | 77 km    | 51          |
| Paris                | 207 km   | 75          |

### Hydrographie
La commune est dans la région hydrographique « la Seine du confluent de l'Oise (inclus) à l'embouchure » au sein du bassin Seine-Normandie. Elle est drainée par le cours d'eau 01 de la commune de Cernay-en-Dormois et le cours d'eau 01 de la commune de Fontaine-en-Dormois,.

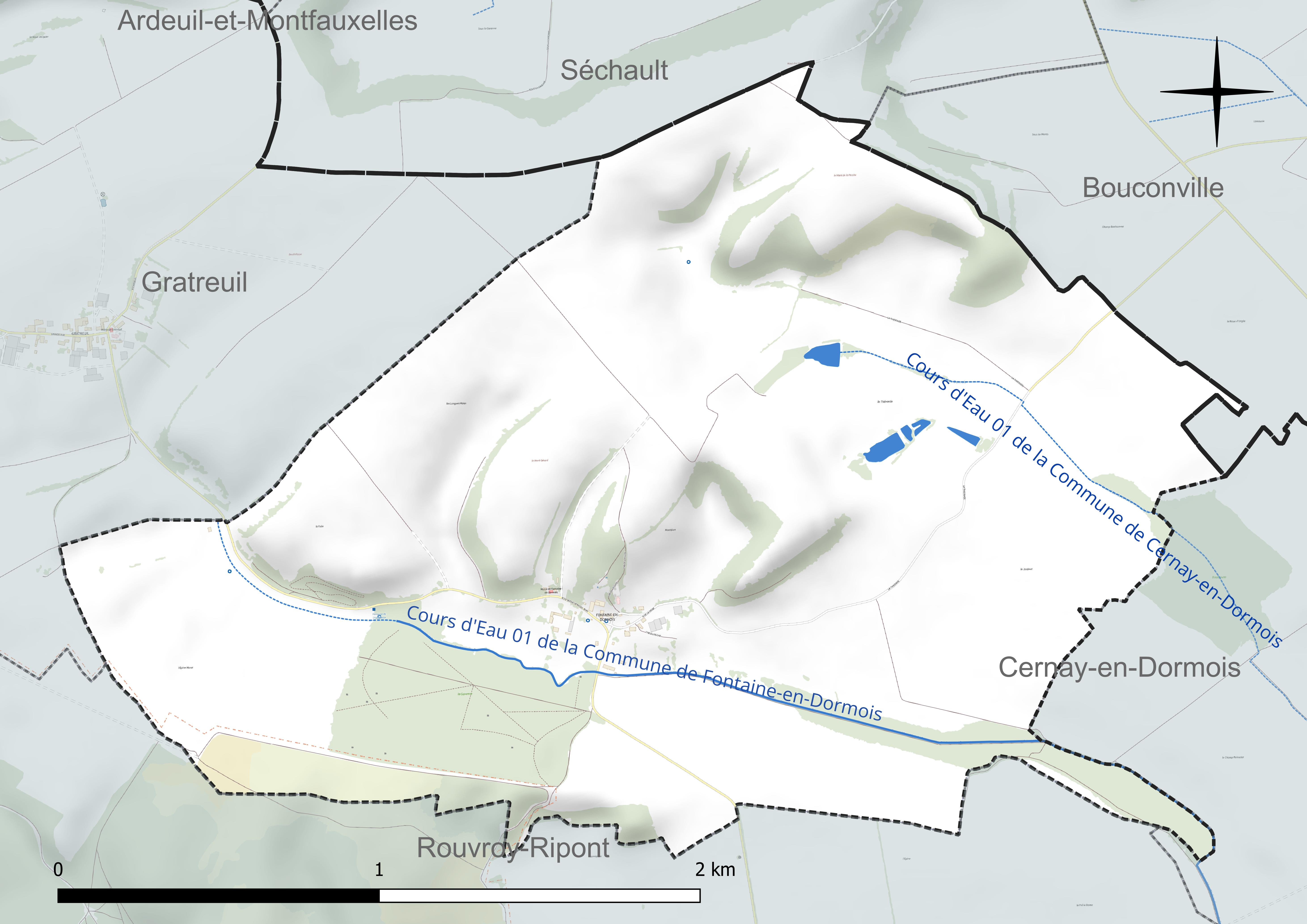
Réseau hydrographique de Fontaine-en-Dormois.

### Climat
Pour des articles plus généraux, voir Climat du Grand Est et Climat de la Marne.
En 2010, le climat de la commune est de type climat des marges montargnardes, selon une étude du Centre national de la recherche scientifique s'appuyant sur une série de données couvrant la période 1971-2000. En 2020, Météo-France publie une typologie des climats de la France métropolitaine dans laquelle la commune est exposée à un climat océanique altéré et est dans la région climatique  Nord-est du bassin Parisien, caractérisée par un ensoleillement médiocre, une pluviométrie moyenne régulièrement répartie au cours de l’année et un hiver froid (3 °C). 
Pour la période 1971-2000, la température annuelle moyenne est de 10,2 °C, avec une amplitude thermique annuelle de 16 °C. Le cumul annuel moyen de précipitations est de 837 mm, avec 12,7 jours de précipitations en janvier et 9 jours en juillet. Pour la période 1991-2020, la température moyenne annuelle observée sur la station météorologique de Météo-France la plus proche, « Montcheutin_sapc », sur la commune de Montcheutin à 10 km à vol d'oiseau, est de 11,0 °C et le cumul annuel moyen de précipitations est de 721,9 mm. 
La température maximale relevée sur cette station est de 41,2 °C, atteinte le 25 juillet 2019 ; la température minimale est de −15,5 °C, atteinte le 20 décembre 2009,,. 
Les paramètres climatiques de la commune ont été estimés pour le milieu du siècle (2041-2070) selon différents scénarios d'émission de gaz à effet de serre à partir des nouvelles projections climatiques de référence DRIAS-2020. Ils sont consultables sur un site dédié publié par Météo-France en novembre 2022.

## Urbanisme

### Typologie
Au 1er janvier 2024, Fontaine-en-Dormois est catégorisée commune rurale à habitat très dispersé, selon la nouvelle grille communale de densité à sept niveaux définie par l'Insee en 2022.
Elle est située hors unité urbaine et hors attraction des villes,.

### Occupation des sols
L'occupation des sols de la commune, telle qu'elle ressort de la base de données européenne d’occupation biophysique des sols Corine Land Cover (CLC), est marquée par l'importance des territoires agricoles (91,8 % en 2018), une proportion identique à celle de 1990 (91,8 %). La répartition détaillée en 2018 est la suivante : 
terres arables (78,9 %), zones agricoles hétérogènes (10,3 %), forêts (5,9 %), prairies (2,6 %), milieux à végétation arbustive et/ou herbacée (2,3 %). L'évolution de l’occupation des sols de la commune et de ses infrastructures peut être observée sur les différentes représentations cartographiques du territoire : la carte de Cassini (XVIIIe siècle), la carte d'état-major (1820-1866) et les cartes ou photos aériennes de l'IGN pour la période actuelle (1950 à aujourd'hui).

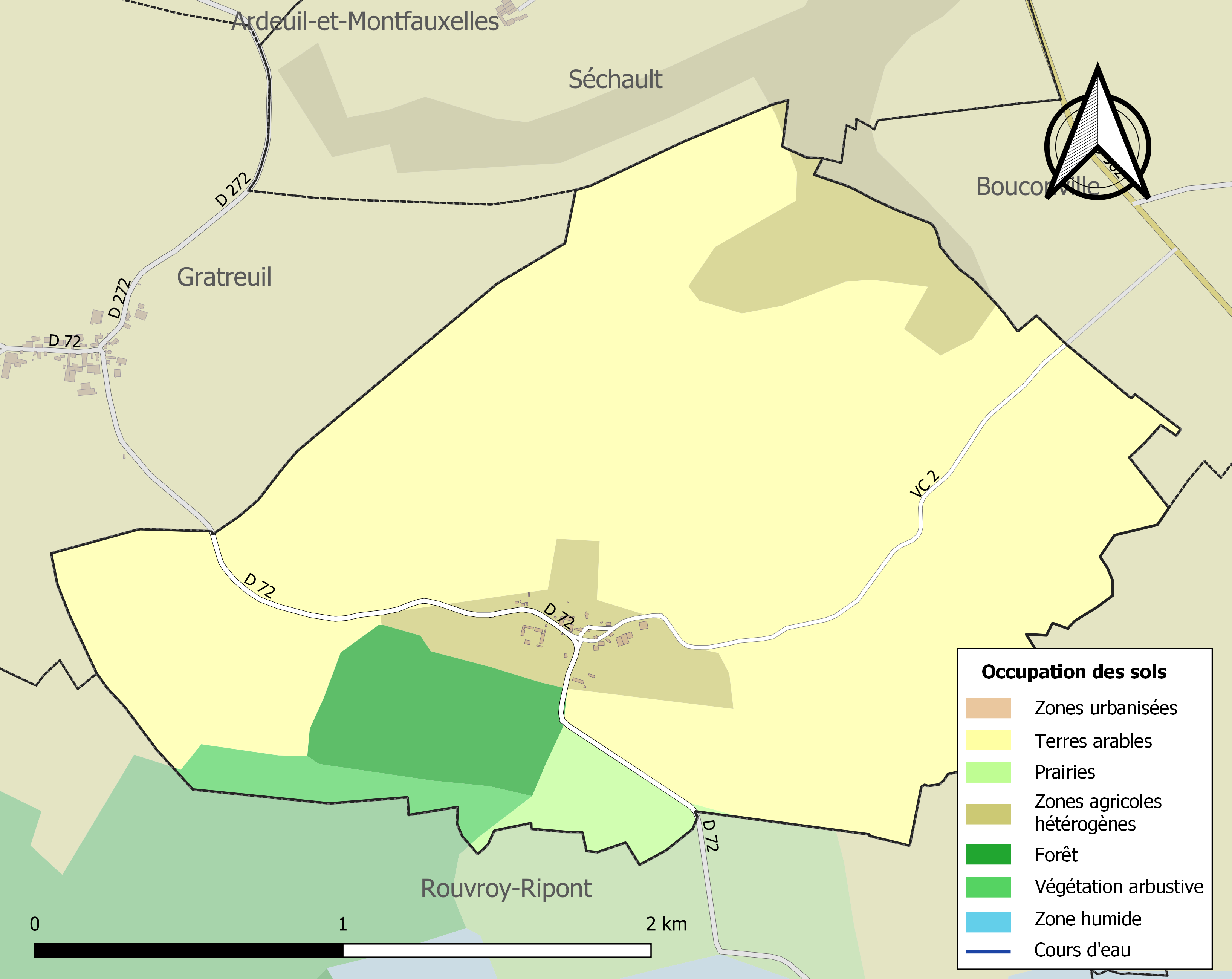
Carte des infrastructures et de l'occupation des sols de la commune en 2018 (CLC).

## Toponymie
Le nom de la localité est attesté sous les formes Fontaines (1261) ; Fontaines-lez-Sarnay-en-Dormois (1389) ; Fontaine (1572) ; Fontaines-en-Dormois (1574).

Une fontaine est d'abord le lieu d'une source, d'une « eau vive qui sort de terre », selon le premier dictionnaire de l'Académie française. C'est également une construction architecturale, généralement accompagnée d'un bassin, d'où jaillit de l'eau.
La Dormoise ne traverse pas la commune de Fontaine-en-Dormois. L'ancien « pagus (pays) Dulcomensis » lui a donné son nom. Il faudrait lire : « Fontaine en pays Dormois ».

Le Dormois est l'ancien pagus Dulcomensis gallo-romain, région dont le nom vient de son ancienne capitale, Doulcon (Meuse) tout près de Dun (Meuse) (v. la controverse à ce sujet in Statistique monumentale du canton de Ville-sur-Tourbe par Edouard de Barthélémy). Ce n'est donc pas la rivière Dormoise qui donne le nom de Fontaine-en-Dormois mais bien le pagus

## Politique et administration
Fontaine faisait partie :
- en 1801 de l'arrondissement de Sainte-Menehould,
- en 1926 de l'arrondissement de Châlons-sur-Marne,
- en 1940 de l'arrondissement de Sainte-Menehould.

Sous l'administration révolutionnaire, Fontaine était rattaché en 1790 au district de Sainte-Menehould et au canton de Sommepy.
Par décret du 29 mars 2017, l'arrondissement de Sainte-Menehould est supprimée et la commune est intégrée le 31 mars 2017 à l'arrondissement de Châlons-en-Champagne.

### Intercommunalité
La commune, antérieurement membre de la communauté de communes du canton de Ville-sur-Tourbe, est membre, depuis le 1er janvier 2014, de la CC de l'Argonne Champenoise.
En effet, conformément au schéma départemental de coopération intercommunale de la Marne du 15 décembre 2011, cette communauté de communes de l'Argonne Champenoise est issue de la fusion, au 1er janvier 2014,  de : 
- la communauté de communes du Canton de Ville-sur-Tourbe ;
- de la communauté de communes de la Région de Givry-en-Argonne ;
- et de la communauté de communes de la Région de Sainte-Menehould.

Les communes isolées de Cernay-en-Dormois, Les Charmontois, Herpont et Voilemont ont également rejoint l'Argonne Champenoise à sa création.

### Liste des maires
| Période                                  | Période    | Identité        | Étiquette | Qualité                         |
| ---------------------------------------- | ---------- | --------------- | --------- | ------------------------------- |
| Les données manquantes sont à compléter. |            |                 |           |                                 |
|                                          |            | Victor Marquet  |           |                                 |
|                                          |            | Charles Rolland |           |                                 |
|                                          |            | Robert Hologne  |           |                                 |
| Les données manquantes sont à compléter. |            |                 |           |                                 |
| mars 1983                                | avril 2002 | Louis Rolland   |           |                                 |
| avril 2002                               | mars 2008  | Yvette Hologne  |           |                                 |
| mars 2008                                | 2014       | Maryse Seignier |           | Réélue pour le mandat 2014-2020 |

## Démographie
L'évolution du nombre d'habitants est connue à travers les recensements de la population effectués dans la commune depuis 1793. Pour les communes de moins de 10 000 habitants, une enquête de recensement portant sur toute la population est réalisée tous les cinq ans, les populations de référence des années intermédiaires étant quant à elles estimées par interpolation ou extrapolation. Pour la commune, le premier recensement exhaustif entrant dans le cadre du nouveau dispositif a été réalisé en 2007.

En 2022, la commune comptait 15 habitants, en évolution de −11,76 % par rapport à 2016 (Marne : −1,19 %, France hors Mayotte : +2,11 %).
| 1793 | 1800 | 1806 | 1821 | 1831 | 1836 | 1841 | 1846 | 1851 |
| ---- | ---- | ---- | ---- | ---- | ---- | ---- | ---- | ---- |
| 177  | 180  | 162  | 173  | 196  | 209  | 201  | 183  | 194  |

| 1856 | 1861 | 1866 | 1872 | 1876 | 1881 | 1886 | 1891 | 1896 |
| ---- | ---- | ---- | ---- | ---- | ---- | ---- | ---- | ---- |
| 201  | 159  | 148  | 153  | 147  | 129  | 139  | 106  | 102  |

| 1901 | 1906 | 1911 | 1921 | 1926 | 1931 | 1936 | 1946 | 1954 |
| ---- | ---- | ---- | ---- | ---- | ---- | ---- | ---- | ---- |
| 89   | 91   | 85   | 27   | 42   | 39   | 41   | 32   | 47   |

| 1962 | 1968 | 1975 | 1982 | 1990 | 1999 | 2006 | 2007 | 2012 |
| ---- | ---- | ---- | ---- | ---- | ---- | ---- | ---- | ---- |
| 34   | 42   | 36   | 30   | 25   | 21   | 19   | 19   | 24   |

| 2017 | 2022 | - | - | - | - | - | - | - |
| ---- | ---- | - | - | - | - | - | - | - |
| 13   | 15   | - | - | - | - | - | - | - |

La Première Guerre mondiale fait chuter la population de 68 %.

## Culture locale et patrimoine

### Lieux et monuments

#### Tombeau dugénéral Tirlet
On peut lire sur ce tombeau :

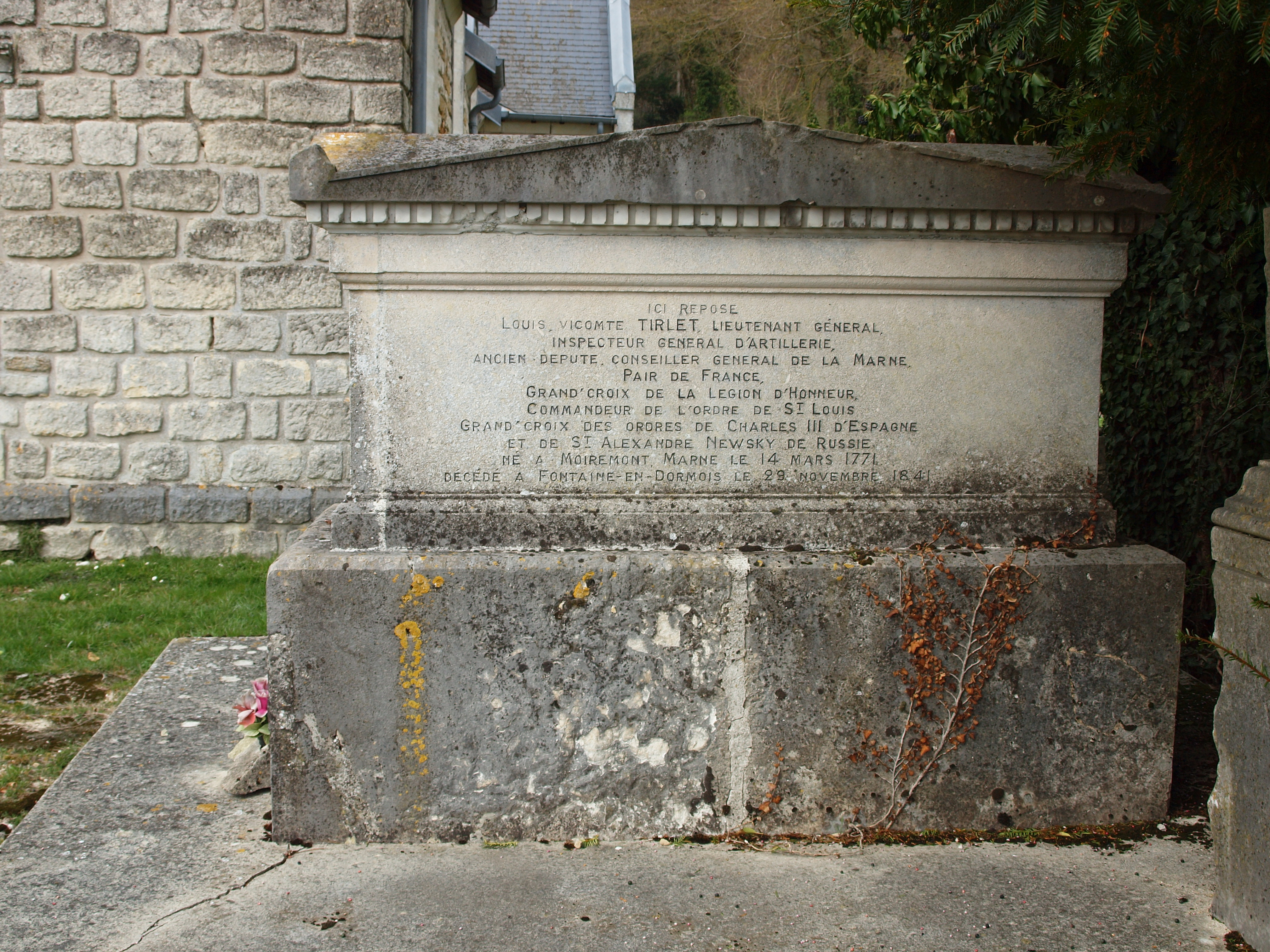
La sépulture Tirlet.

ICI REPOSE LOUIS, VICOMTE TIRLET, LIEUTENANT GENERAL D'ARTILLERIE, ANCIEN DEPUTE, CONSEILLER GENERAL DE LA MARNE, PAIR de FRANCE, GRAND'CROIX DE LA LEGION D'HONNEUR, COMMANDEUR DE L'ORDRE DE ST LOUIS, GRAND'CROIX DES ORDRES DE CHARLES III D'ESPAGNE ET DE ST ALEXANDRE NEWSKY DE RUSSIE, NE A MOIREMONT MARNE LE 14 MARS 1771, DECEDE A FONTAINE EN DORMOIS LE 29 NOVEMBRE 1841
Sur une autre face :
LE NOM DU GENERAL TIRLET EST INSCRIT AU CÔTE SUD DE L'ARC DE TRIOMPHE DE L'ETOILE
Sur le même emplacement, à côté de ce tombeau, une pierre est dressée avec cette inscription (les lettres entre parenthèses sont celles effacées par le temps) :
Une pure, charitable et dévo(uée) pendant sa vie, résignée e(t) courgeuse au milieu d(es) douleurs, elle est morte comme une sainte. Sa vie toute d'abnégation (a) été exclusivement consacrée au bonheur des autres, elle n'a causé de larme que par sa mort, (él)evée jeune encore à la tendresse de ses enfans, de ses frères, de ses amis, elle laisse des regrets éternels. Ses enfans élèvent ce monument à sa mémoire.
Voir la liste des officiers figurant sur l'arc de Triomphe, à la lettre T.

#### Église Saint-Remi

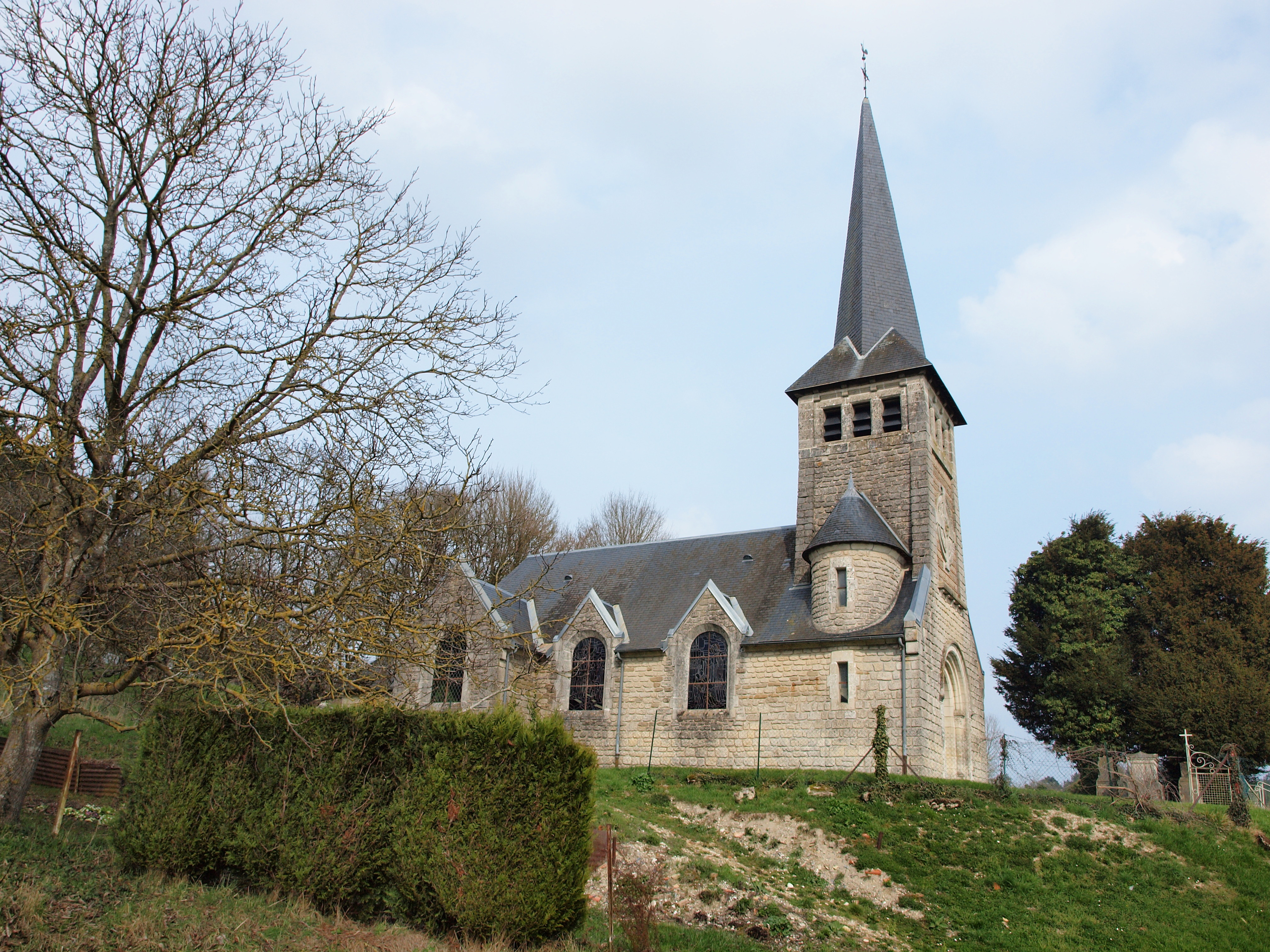
L'église.

Érigée en 1923-1924, elle possède quatre vitraux représentant la vie de saint Remi signés Raphaël Lardeur.
Monseigneur Tissier a offert un vitrail (motif floral) à chaque église du front reconstruite après la Première Guerre mondiale.

#### Calvaire
Érigé à la sortie du village sur la route de Rouvroy.

#### Corps de ferme
Construit en 1925, les murs extérieurs sont en briques alternées rouges et blanches comportant deux granges (qui furent détruites lors de la tempête de 1999, une seule fut reconstruite, seule la façade de briques fut préservé, le reste de la structure fut refait en parpaing, il reste la façade de brique de la deuxième grange qui elle ne fut pas reconstruite) une étable avec un grenier, une porcherie, une bergerie avec grenier, une écurie avec grenier, un garage, une maison d'habitation avec cave et un étage, une salle de traite en parpaings, deux dépendances (maisons des ouvriers agricoles).

#### Les rues de Fontaine-en-Dormois
- rue du Général-Tirlet ;
- rue du Seigneur-Raoul-Buri ;
- rue de la Vigne.

### Personnalités liées à la commune
Il semble qu'il y ait deux Tirlet enterrés à Fontaine-en-Dormois : 
- Le premier Louis Tirlet, vicomte et lieutenant-général (1771-1841)[24].
- Le second Eugène-Louis Tirlet, vicomte (1817-1874). Il est certainement le fils du premier.